# Elías Adre
Elías Adre (Concarán, 1929 - Ciudad de San Luis, 30 de junio de 1980) fue un político, comerciante y dirigente deportivo del Partido Justicialista que se desempeñó como gobernador de San Luis entre 1973 y 1976. Alineado con la rama izquierdista del partido, debió dejar su cargo como consecuencia del golpe de Estado de 1976. Además, se desempeñó como presidente del Club Dolores B.A.P de su localidad y ejerció como comerciante en la misma.

## Trayectoria política
Nació en Concarán el 1 de marzo de 1920 siendo hijo de Angel Adre y Ema Rachid, ambos de origen sirio-libanés. Su padre era propitario de una tienda llamada Casa Adre, donde Elías también trabajaría y que se encuentra listada en la Guía Assalam del Comercio Sirio-libanés de 1927-1928. Comenzó su trayectoria política siendo electo en 1959 intendente de su ciudad natal, Concarán. Tiempo después, fue elegido diputado provincial por el departamento Chacabuco. 
En 1973 resultó elegido como el tercer gobernador peronista de la provincia y el primero alineado claramente con la rama izquierdista del partido. En esa época, rivalizó con Adolfo Rodríguez Saá, identificado entonces con el sector peronista ligado a la llamada burocracia sindical.

## Golpe de Estado
Tras el golpe militar que derrocó a la presidenta María Estela Martínez de Perón, las Fuerzas Armadas despojaron a Adre de su cargo y lo mantuvieron detenido en un penal militar en la localidad bonaerense de Magdalena. Allí, permaneció cuatro años hasta su muerte.

## Gobernación
Durante su breve mandato, la provincia firmó con el gobierno nacional un Acta de Reparación Histórica destinada a las provincias menos desarrolladas. En ese convenio también figuraban las provincias de Catamarca y La Rioja.
El acuerdo posibilitó el comienzo de la masiva radicación de industrias en la provincia, un proceso del que se beneficiarían años después los gobiernos de Adolfo y Alberto Rodríguez Saá. En virtud de esas leyes, se instalaron fábricas en la ciudad capital así como también en Villa Mercedes, Naschel y Justo Daract. 
En materia social, su gobierno promovió y ejecutó la construcción de escuelas y jardines de infantes en distintos puntos de la provincia. 
Además, durante su mandato se construyó el dique Paso de las Carretas. Construyó el primer camino de asfalto a más de 13 ciudades, la primera planta depuradora de líquidos cloacales de Villa Maria y Merlo y varios edificios de oficinas públicas, extendió la red de electrificación rural y de los pueblos de la provincia, construyó más de 800 viviendas, y se construyeron defensas en los rios provinciales. Reorganizó prácticamente todas las reparticiones del Estado, buscando eficacia ejecutiva. 

## Últimos años
Falleció en 1980 en una clínica de la ciudad de San Luis debido a una larga enfermedad que se agravó durante su encarcelamiento.